# Georges Debunne
Pour les articles homonymes, voir Debunne.
Georges Debunne est un syndicaliste belge né le 2 mai 1918 et décédé le 22 septembre 2008 à Bruxelles,,. Il est le petit-fils d'Auguste Debunne, premier bourgmestre socialiste de Flandre et le neveu d'Oscar Debunne, homme politique socialiste.

## Vie syndicale
Il s'engage dans le syndicalisme de façon très précoce : en 1949, à l'âge de 31 ans, il devient le président de la Centrale générale des services publics. Il ne quitte cette responsabilité que pour s'engager encore plus fermement au sein de la FGTB en assumant la direction de la Fédération dès 1968 en tant que Secrétaire général. Arrivé à cette fonction à un moment "chaud" de l'histoire sociale, il raffermit clairement l'orientation anti-capitaliste de la Fédération lors du Congrès d'orientation doctrinale de 1971. Durant les quatorze années de sa direction de la FGTB, il n'aura de cesse d'organiser le syndicat comme un contre-pouvoir. 

## Engagement européen
Militant européen de la première heure, il organise à Bruxelles le congrès fondateur de la Confédération européenne des syndicats (CES) en 1973. Il devient président de la CES de 1982 à 1985 ensuite de la Fédération européenne des retraité(e)s et des personnes âgées (FERPA) de 1988 à 2003. Durant l'exercice de tous ses mandats syndicaux, il a opposé une politique de résistance frontale à toutes les stratégies patronales et à toutes les politiques gouvernementales de démantèlement des droits sociaux collectifs.

## Un nouveau mouvement
Le Comité pour une autre politique (CAP), lancé par Jef Sleeckx, Ludo Van Outrive et Georges Debunne, est le résultat direct du mouvement contre le Pacte des Générations. C'est une initiative en faveur d’une autre politique et de la formation d’un nouveau parti de gauche.

## Œuvres
- 1987 : Les syndicats et l'Europe: Passé et Devenir
- 1988 : J’ai eu mon mot à dire: Mémoires
- 2003 : À quand l'Europe sociale?